# Dans din buric

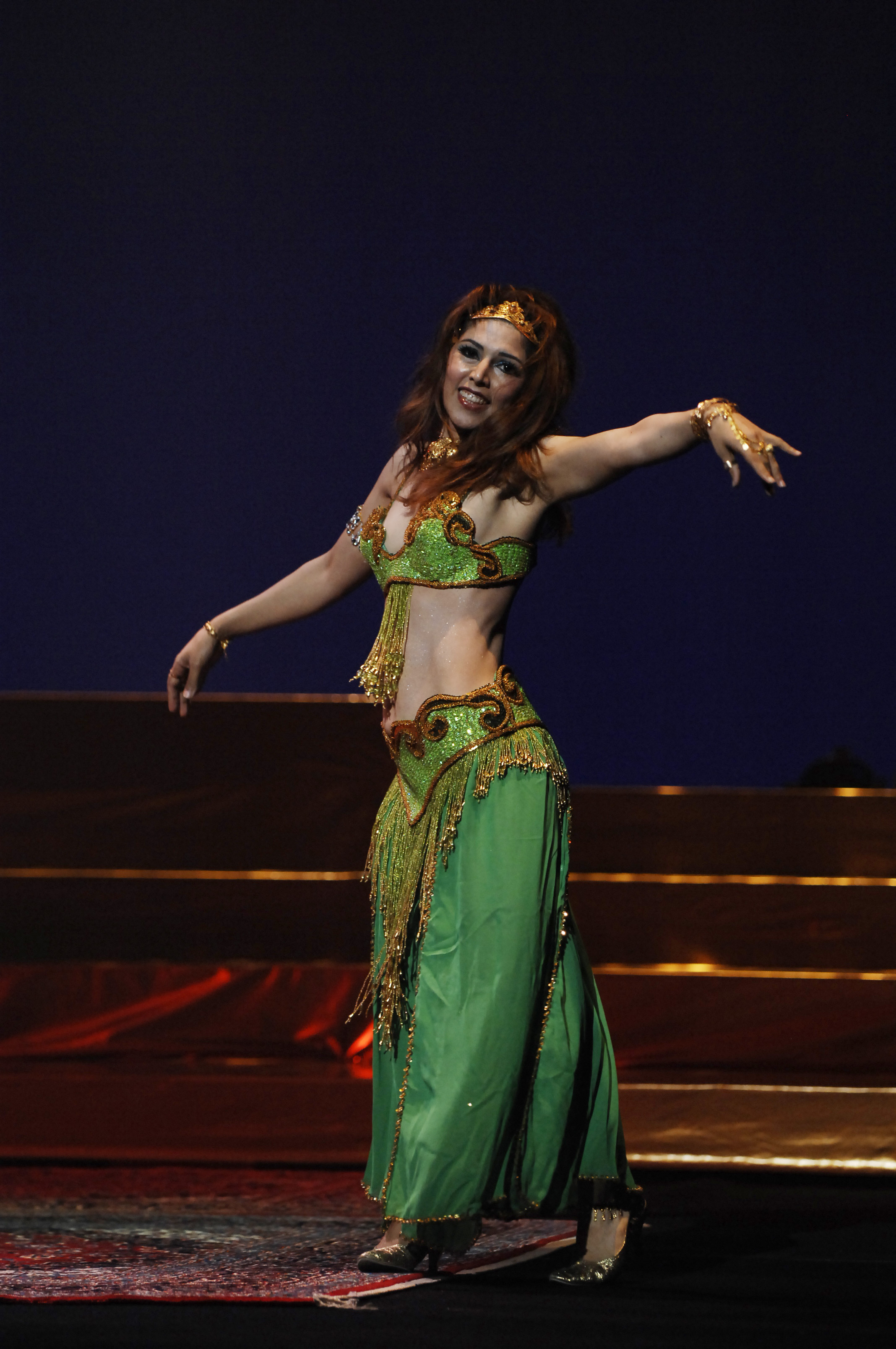
Dansatoare a pantecului.

Dansul oriental este un străvechi dans sacru feminim practicat de femei pentru sanatatea, fertilitatea feminina si abundenta comunitatii din care faceau parte. 
Este adesea asociat cu dansul folcloric din Orientul Mijlociu și Asia Centrală.Insa originile dansului datează chiar dinainte din perioada anilor 7000 și 5000 î.e.n.
Mișcările unduitoare si impamantate ale dansului pantecului (traducerea "din buric" este o greseala),s-au regăsit în tradițiile Egiptului Antic, Babilonului, Mesopotamiei, Persiei și Greciei și au avut drept scop pregătirea femeii, prin intermediul ritualurilor religioase dedicate zeițelor, pentru a deveni mame. Toate culturile politeisete din lume, au atat zeitati feminine cat si masculine. Fara exceptie, toate zeitatile feminine sunt venerate prin dansuri specifice in care se regasesc aceleasi miscari de baza ale dansului pantecului in intreaga lume, nu doar in cultura araba ex: Africa, America de Sud, India, Hawaii etc  Numele de dans al pantecului este adaptarea corecta la limba română a termenului francez danse du ventre (dans din pântec), denumire apărută în Franța anului 1893.. 
În Orient e cunoscut după numele arăbesc raqṣ sharqī (رقص شرقي, dans oriental) sau raqṣ bládi (رقص بلدي,dans popular). În Turcia sau Grecia,unde de asemenea este tradițional, se numește çiftetelli, respectiv τσιφτετέλι. 
Dansul este alcătuit dintr-o serie de mișcări unduitoare, vibrații, rotiri care implică foarte precis ÎNTREGUL CORP. În Europa si SUA, dansul pantecului este perceput ca un dans senzual și exotic ceea ce este o pura interpretare a unei culturi din perspectiva comunitatilor unde practicile feminine profane au fost timp de secole interzise de crestinism. 
In realitate dansul pantecului (gresit tradus "dans din buric") este o practica mai ales spirituala medicala si, in tarile arabe acesta se practica in continuare discret de femei pentru femei si doar in comunitatile de femei. Din secolul XX televiziuea SUA a alterat foarte tare perceptia asupra acestui gen de dans promovand idea de exotic in emisiuni TV de divertisment. Tot in SUA a aparut si costumul tip cabaret (fusta + top) cu abdomenul expus. Acest costum nu are mici o legatura cu originea stilului si nici cu imbracamintea femeilor din tarile arabe. Costumul original este compus dintr-o rochie sau tulnica lejera de sus pana jos, din materiale usoare ce protejeaza de razele agresive ale soarelui, o esarfa ce subliniaza pantecul si oasele bazinului iar parul este adesea acoperit cu o basma.